# Roswellincidenten
Roswellincidenten är en av de mest omskrivna UFO-händelserna någonsin. Även om det finns olika versioner av Roswellincidenten menas i regel att en farkost bemannad av utomjordiska varelser kraschlandade på jorden den 5 juli 1947 några mil norr om Roswell i den amerikanska delstaten New Mexico. Enligt myten skall farkosten ha tagits om hand av USA:s försvarsdepartement och/eller Central Intelligence Agency (CIA) som sedan mörklagt hela saken. 
Den officiella förklaringen från den amerikanska statsmakten är att det var en vid tidpunkten hemlig spaningsballong (Project Mogul) som havererat norr om Roswell efter ett åskväder, vilket offentliggjordes år 1994 samt ånyo 1996 av USA:s flygvapen och vilket kom sig av att flygvapenministern fick en förfrågan från USA:s riksrevision på begäran av en kongressledamot.

## Bakgrund
Historien om Roswellincidenten började då fårfarmaren William Brazel anmälde till den lokala sheriffen att han kanske hittat "ett av de där flygande tefaten", då det vid den aktuella tidpunkten cirkulerade många rapporter om flygande tefat i amerikanska tidningar. Delarna från detta förmenta "flygande tefat" samlades in av sheriffen och de togs till närmsta militärbas, Roswells militärflygfält, där major Jesse Marcel fick uppdraget att undersöka saken. Den 8 juli kom ett sensationellt pressmeddelande från Roswells militärflygfält: man hade hittat en kraschad "flygande skiva", ett ufo. Dagen därpå dog däremot uppståndelsen ut då Marcels överordnade brigadgeneral Roger Ramey, som låtit flyga delarna till militärbasen Carswell och undersökt dem där, berättade vid en presskonferens att man misstagit en väderballong för ett flygande tefat. Delarna från kraschen visades upp och fotograferades vid detta tillfälle.
Vad få visste vid denna tidpunkt var att det rörde sig om en topphemlig spaningsballong som var tänkt att högt uppe i atmosfären lyssna efter explosioner från sovjetiska kärnvapentester. Ballongerna (som var gjorda i neopren) släpade långa tåg av radarmål i metallpapper efter sig för att de skulle kunna följas från marken och bar med sig avancerad elektronisk utrustning. För de personer på marken som hanterade resterna av denna ballong måste dessa komponenter ha tett sig väldigt underliga, inte minst metallpapperet på radarmålen som var täckta av blomliknande symboler (detta hade sin förklaring i att metallpapperet tillverkades av en leksaksfabrik). USA:s flygvapen spred desinformation om att det handlade om en väderballong för att dölja spaningsballongernas existens för omvärlden.
Efter 1947 glömdes Roswellincidenten bort (till och med bland ufologerna själva), och det var inte förrän tre årtionden efter händelsen som intresset för den förmenta utomjordiska farkosten förnyades. Detta skedde 1978, då ufologen Stanton Friedman råkade träffa på den då pensionerade majoren Jesse Marcel, som berättade en historia om att han varit med och hämtat in en utomjordisk farkost i Roswell i slutet av 1940-talet. Dock lider Marcel av vissa trovärdighetsproblem. Till exempel hävdar han att han personligen flög planet som tog Roswelldelarna till Carswellbasen; i verkligheten har han aldrig varit pilot. Vidare hävdade Marcel att han tagit universitetsexamen i fysik; ännu en osanning, vilket framgår av hans militära tjänstgöringspapper. Marcel hävdade även att de riktiga ufodelarna bytts ut mot en väderballong före presskonferensen. Dock undergrävs detta påstående av att delarna på fotografier från presskonferensen identifierats som den topphemliga spaningsballongen av en forskare som arbetade med dessa. Spaningsballongerna fanns inte tillgängliga i Carswell och skulle i vilket fall som helst inte visas upp inför pressen. Ufologerna intervjuade flera vittnen som berättade om de mystiska delarna. Dock fanns det bara ett enda andrahandsvittne, Beverly Bean, som berättade att hennes far Melvin E. Brown sagt att han sett militären frakta bort kroppar från småväxta utomjordingar. Ingen av Beans familjemedlemmar håller med henne om hennes vittnesmål.

## Konspirationsteorier och populärkultur
1987 publicerades de så kallade Majestic 12-dokumenten som påstås vara antingen utkast, koncept eller kopior av hemligstämplade dokument, där det framgår att USA:s president Harry Truman efter Roswellincidenten 1947 uppdragit åt USA:s försvarsminister James Forrestal att skapa den hemliga organisationen "Majestic 12" för att hantera utomjordingarnas ankomst på jorden. Dessa dokument är dock förfalskningar (alternativt desinformation); signaturerna är bevisligen kopierade från autentiska dokument och många andra direkta felaktigheter förekommer rikligt.
Bland ufologer och i populärkulturen lever legenden om utomjordingarna från Roswell vidare bland annat filmen Independence Day och TV-serier som Arkiv X och Roswell. Roswell gör en lysande affär på alla turister som kommer till deras stad varje år.
Det svenska Death Metal-bandet Hypocrisy har en låt som heter "Roswell 47" som behandlar ämnet. Låten släpptes tillsammans med albumet Abducted från 1996.
Det brittiska Heavy Metal-bandet Saxon har en låt som heter 
”There’s Something In Roswell” som också behandlar ämnet. Låten släpptes tillsammans med albumet Hell, Fire and Damnation från 2024.